# ژیل تالمان
ژیل تالمان (فرانسوی: Gilles Talmant‎؛ زادهٔ ۲۷ آوریل ۱۹۷۰) دوچرخه‌سوار اهل فرانسه است.